# T-47D細胞

T-47D細胞的核型。

T-47D (亦稱ATCC HTB-133)  是人類乳癌細胞系，通常應用於涉及荷爾蒙表達的生物醫學研究。這些細胞最初是分離自一位54歲的女性乳房侵入性導管癌患者的胸腔積液。T-47D細胞的孕酮受體不受雌二醇的調節，不同於其他人類乳癌細胞。T-47D細胞常用於研究孕酮對乳癌的影響，以及研究由藥物引起的相應轉錄調控。T-47D細胞可以植入存在着免疫缺陷的无胸腺裸鼠中，形成異種移植物，可以對其進行相應的受體狀態和血管生成變化的藥物測試。 有研究指出該細胞對雌激素和抗雌激素具有極強的抗性，可能是由於溴化去氧尿苷和丁酸鈉的抑製作用。

## 外部連結
- Cellosaurus entry for T-47D（页面存档备份，存于）